# Odonomastica
L’odonomastica (dal greco ὁδός (hodós) 'via', 'strada', e onomastikòs, 'atto a denominare') è l'insieme dei nomi delle strade, piazze, e più in genere, di tutte le aree di circolazione di un centro abitato e il suo studio storico-linguistico.
Altre definizioni equivalenti sono: odonimia, onomastica urbana, odomastica, onomastica stradale.

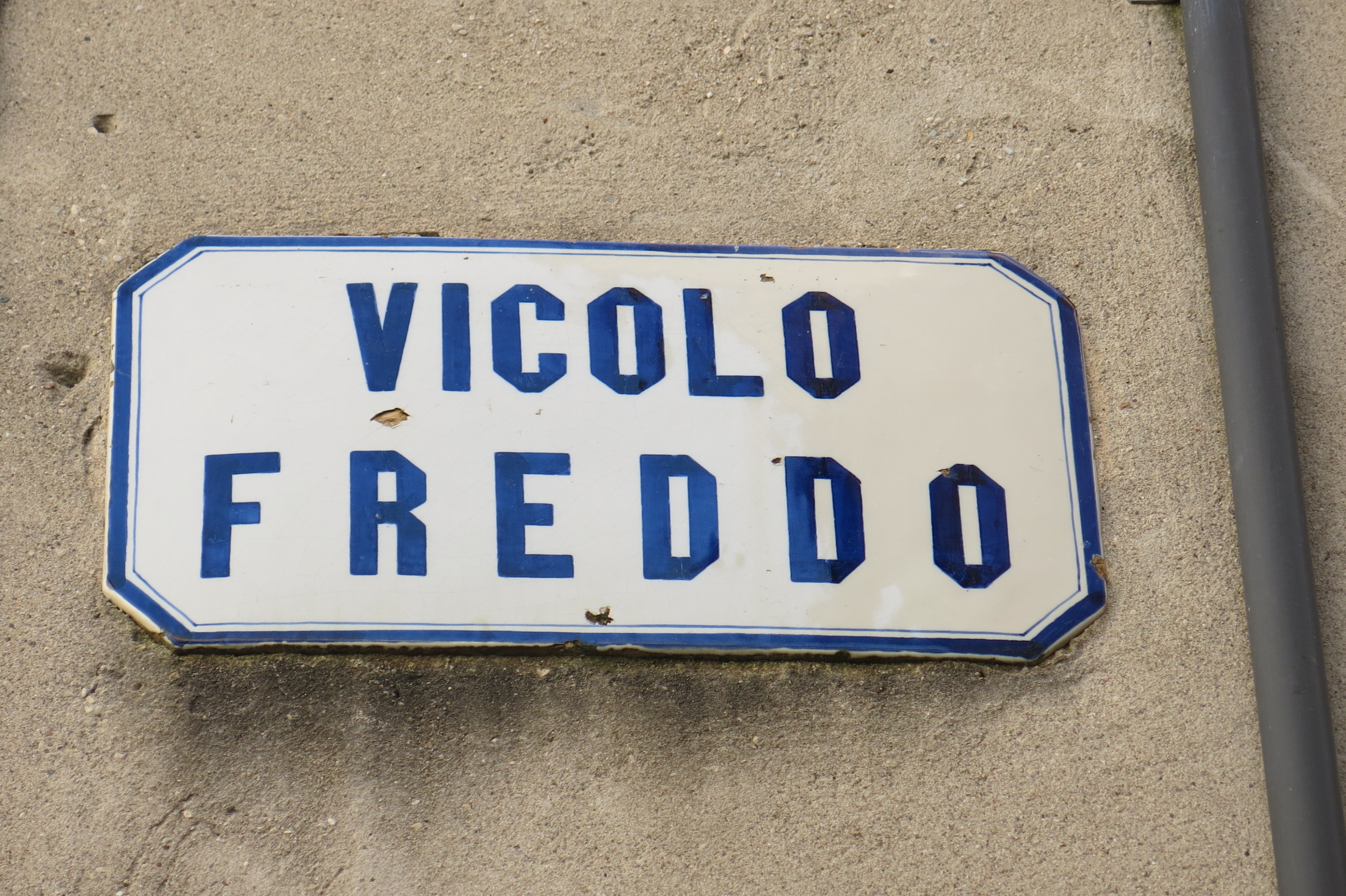
Mantova, vicolo Freddo

## Funzione
L'odonimo risponde a ineliminabili esigenze di identificazione e informazione che connettono le persone alla società e al proprio territorio.
Gli odonimi dei centri urbani sono il risultato di sovrapposizioni, frutto di influenze di tipo storico-ideologico, quali l'avvicendarsi di dominazioni, di mutamenti di carattere socioeconomico e di mode. Gli odonimi, dunque, al pari di tutti gli altri nomi propri, sono strumenti che permettono di leggere e interpretare la realtà, la società che li ha visti nascere.
La struttura odonomastica in una città può essere percepita nel suo complesso come un ritratto della situazione geografica, economica, culturale e sociale di un determinato periodo, fornendo al tempo stesso un quadro degli orientamenti seguiti dalle autorità e in particolare dalle amministrazioni comunali (giunta e consiglio comunale) che hanno la competenza a denominare le aree pubbliche.